# Чарльз Еванс Г'юз
Чарльз Еванс Г'юз (англ. Charles Evans Hughes; 11 квітня 1862 — 27 серпня 1948) — американський державний діяч, який займав посади губернатора Нью-Йорка, державного секретаря США та головного судді Верховного Суду США.